# Scheerhoornerpolder
De Scheerhoornerpolder is een voormalig waterschap in de provincie Groningen.
De polder lag ten westen van Boerakker, waar Harm Scheerhoorn een windmotor plaatste die uitsloeg op een sloot die uitkwam in de Matsloot.
Waterstaatkundig gezien ligt het gebied sinds 1995 binnen dat van het waterschap Noorderzijlvest.